# Soltész Anni
Soltész Anni; Annie, Anny, 1909-ig Frenkel (Budapest, 1902. július 30. – Budapest, 1973. október 4.) magyar színésznő.

## Életútja
Frenkel Sándor (1871–1937) vegyeskereskedő és Brandl Olga (1876–1938) lánya. Rózsahegyi Kálmánnál tanult, majd 1921-ben Újpesten kezdte pályafutását, ahol a Magdolna című népies drámában lépett fel. Itt 1922-ig játszott. Ezután szerepelt vidéken, Szatmárnémetiben, Aradon, Győrött és Ungváron, meghívást kapott kassai vendégszereplésre is. 1930–31-ben került az Új Színházhoz, majd 1932-ben a Művész, 1932 és 1939 között a Belvárosi Színházban játszott. 1939 és 1945 között a zsidótörvények miatt nem léphetett színpadra. A második világháború után ismét a Belvárosi Színház tagja lett 1951-es megszűnéséig, de szerepelt 1946–47-ben a Royal Revü Varietében és 1947-ben a Fővárosi Operettszínházban is. 1951-től haláláig a Madách Színház művésznője volt. Eleinte drámai, később komikai szerepeket játszott. 1966-ban megkapta az érdemes művész kitüntetést.

## Fontosabb színházi szerepei
- Jolán (Zilahy L.: Tűzmadár)
- Capuletné (Shakespeare: Rómeó és Júlia)
- Anna Szemjonova (Turgenyev: Egy hónap falun)
- Ramsden kisasszony (Shaw: Tanner John házassága)
- Mrs. Morphy (Shaw: Olyan szép, hogy nem is lehet igaz)
- Ftatateta (Shaw: Caesar és Cleopatra)

## Filmszerepei
- Barátságos arcot kérek! (1935) – családanya a fényképésznél
- Havi 200 fix (1936) – méretkező hölgy a patikában
- Hetenként egyszer láthatom (1937) – Poznay táncpartnere
- Hol alszunk vasárnap? (1937) – Etelka, Virág Benő felesége
- Szerelemből nősültem (1937) – Kovács Erzsébet, házasulandó hölgy az anyakönyvvezetőnél
- Döntő pillanat (1938)  [nem látszik a filmen]
- Díszmagyar (1949)
- A selejt bosszúja (1951)
- Vasvirág (1958)
- Másnap (1958, TV film)
- Merénylet (1960)
- Angyalok földje (1962)
- A szélhámosnő (1963)